# Eisschnelllauf-Weltcup 2024/25
Der ISU-Eisschnelllauf-Weltcup 2024/25 (offiziell: ISU World Cup Speed Skating 2024/25) war die höchste, von der ISU organisierte, internationale Wettkampfserie im Eisschnelllauf, die für Frauen und Männer an verschiedenen Stationen in mehreren Ländern ausgetragen wurde. Der Weltcup begann am 22. November 2024 in Nagano und endete am 2. März 2025 in Heerenveen.
Höhepunkt der Saison sind die Eisschnelllauf-Weltmeisterschaften 2025 in Hamar, deren Ergebnisse nicht mit in die Weltcupwertungen einfließen.

## Weltcupkalender
| Datum                           | Ort        | Halle                         | Veranstaltung                     |
| ------------------------------- | ---------- | ----------------------------- | --------------------------------- |
| 15.–17. November 2024           | Hachinohe  | YS Arena                      | Vier-Kontinente-Meisterschaften   |
| 22.–24. November 2024           | Nagano     | M-Wave                        | Weltcup                           |
| 29. November – 1. Dezember 2024 | Peking     | Nationale Eisschnelllaufhalle | Weltcup                           |
| 10.–12. Januar 2025             | Heerenveen | Thialf                        | Europameisterschaften             |
| 24.–26. Januar 2025             | Calgary    | Olympic Oval                  | Weltcup                           |
| 31. Januar – 2. Februar 2025    | Milwaukee  | Pettit National Ice Center    | Weltcup                           |
| 21.–23. Februar 2025            | Zakopane   | Eisschnelllaufbahn Zakopane   | Weltcup                           |
| 28. Februar – 2. März 2025      | Heerenveen | Thialf                        | Weltcup                           |
| 13.–16. März 2025               | Hamar      | Vikingskipet                  | Einzelstreckenweltmeisterschaften |

## Frauen

### Weltcup-Übersicht

#### 500 Meter
| Datum      | Ort                 | 1. Platz          | 2. Platz          | 3. Platz          |
| ---------- | ------------------- | ----------------- | ----------------- | ----------------- |
| 22.11.2024 | Nagano              | Yukino Yoshida    | Andżelika Wójcik  | Kim Min-sun       |
| 24.11.2024 | Nagano              | Erin Jackson      | Dione Voskamp     | Kimi Goetz        |
| 29.11.2024 | Peking              | Yukino Yoshida    | Jutta Leerdam     | Dione Voskamp     |
| 01.12.2024 | Peking              | Kaja Ziomek-Nogal | Suzanne Schulting | Andżelika Wójcik  |
| 26.01.2025 | Calgary             | Femke Kok         | Andżelika Wójcik  | Kurumi Inagawa    |
| 01.02.2025 | Milwaukee           | Femke Kok         | Erin Jackson      | Kurumi Inagawa    |
| 02.02.2025 | Milwaukee           | Femke Kok         | Erin Jackson      | Andżelika Wójcik  |
| 21.02.2025 | Tomaszów Mazowiecki | Erin Jackson      | Suzanne Schulting | Kaja Ziomek-Nogal |
| 23.02.2025 | Tomaszów Mazowiecki | Erin Jackson      | Suzanne Schulting | Andżelika Wójcik  |
| 28.02.2025 | Heerenveen          | Femke Kok         | Kim Min-sun       | Erin Jackson      |
| 02.03.2025 | Heerenveen          | Femke Kok         | Erin Jackson      | Kaja Ziomek-Nogal |

#### 1000 Meter
| Datum      | Ort                 | 1. Platz      | 2. Platz                  | 3. Platz                  |
| ---------- | ------------------- | ------------- | ------------------------- | ------------------------- |
| 23.11.2024 | Nagano              | Miho Takagi   | Jutta Leerdam             | Brittany Bowe             |
| 30.11.2024 | Peking              | Miho Takagi   | Antoinette Rijpma-de Jong | Angel Daleman             |
| 24.01.2025 | Calgary             | Miho Takagi   | Jutta Leerdam             | Han Mei                   |
| 31.01.2025 | Milwaukee           | Miho Takagi   | Brittany Bowe             | Antoinette Rijpma-de Jong |
| 22.02.2025 | Tomaszów Mazowiecki | Miho Takagi   | Han Mei                   | Rio Yamada                |
| 01.03.2025 | Heerenveen          | Jutta Leerdam | Miho Takagi               | Han Mei                   |

#### 1500 Meter
| Datum      | Ort                 | 1. Platz           | 2. Platz    | 3. Platz                  |
| ---------- | ------------------- | ------------------ | ----------- | ------------------------- |
| 22.11.2024 | Nagano              | Miho Takagi        | Han Mei     | Joy Beune                 |
| 29.11.2024 | Peking              | Miho Takagi        | Joy Beune   | Angel Daleman             |
| 25.01.2025 | Calgary             | Joy Beune          | Miho Takagi | Antoinette Rijpma-de Jong |
| 01.02.2025 | Milwaukee           | Joy Beune          | Miho Takagi | Francesca Lollobrigida    |
| 21.02.2025 | Tomaszów Mazowiecki | Marijke Groenewoud | Miho Takagi | Han Mei                   |
| 28.02.2025 | Heerenveen          | Joy Beune          | Miho Takagi | Han Mei                   |

#### Langstrecke
| Datum      | Ort                 | Distanz | 1. Platz               | 2. Platz      | 3. Platz               |
| ---------- | ------------------- | ------- | ---------------------- | ------------- | ---------------------- |
| 23.11.2024 | Nagano              | 3000 m  | Ivanie Blondin         | Ragne Wiklund | Joy Beune              |
| 30.11.2024 | Peking              | 3000 m  | Ragne Wiklund          | Joy Beune     | Isabelle Weidemann     |
| 24.01.2025 | Calgary             | 5000 m  | Joy Beune              | Merel Conijn  | Martina Sáblíková      |
| 31.01.2025 | Milwaukee           | 3000 m  | Francesca Lollobrigida | Ragne Wiklund | Joy Beune              |
| 22.02.2025 | Tomaszów Mazowiecki | 3000 m  | Ragne Wiklund          | Merel Conijn  | Francesca Lollobrigida |
| 01.03.2025 | Heerenveen          | 3000 m  | Ragne Wiklund          | Joy Beune     | Francesca Lollobrigida |

#### Massenstart
| Datum      | Ort                 | 1. Platz           | 2. Platz               | 3. Platz       |
| ---------- | ------------------- | ------------------ | ---------------------- | -------------- |
| 24.11.2024 | Nagano              | Marijke Groenewoud | Ivanie Blondin         | Elisa Dul      |
| 01.12.2024 | Peking              | Marijke Groenewoud | Valérie Maltais        | Yang Binyu     |
| 26.01.2025 | Calgary             | Greta Myers        | Jin Wenjing            | Michelle Uhrig |
| 02.02.2025 | Milwaukee           | Marijke Groenewoud | Francesca Lollobrigida | Mia Manganello |
| 23.02.2025 | Tomaszów Mazowiecki | Marijke Groenewoud | Francesca Lollobrigida | Ivanie Blondin |
| 02.03.2025 | Heerenveen          | Marijke Groenewoud | Ivanie Blondin         | Mia Manganello |

#### Teamsprint
| Datum      | Ort                 | 1. Platz                                                    | 2. Platz                                                | 3. Platz                                                        |
| ---------- | ------------------- | ----------------------------------------------------------- | ------------------------------------------------------- | --------------------------------------------------------------- |
| 01.12.2024 | Peking              | NiederlandeMichelle de Jong Suzanne Schulting Angel Daleman | PolenAndżelika Wójcik Kaja Ziomek-Nogal Karolina Bosiek | Vereinigte StaatenErin Jackson Kimi Goetz Brittany Bowe         |
| 26.01.2025 | Calgary             | KanadaCarolina Hiller Béatrice Lamarche Ivanie Blondin      | PolenAndżelika Wójcik Kaja Ziomek-Nogal Karolina Bosiek | KasachstanKristina Silajewa Darja Waschenina Nadeschda Morosowa |
| 23.02.2025 | Tomaszów Mazowiecki | PolenAndżelika Wójcik Kaja Ziomek-Nogal Karolina Bosiek     | KanadaCarolina Hiller Béatrice Lamarche Ivanie Blondin  | NiederlandeDione Voskamp Naomi Verkerk Suzanne Schulting        |

#### Teamverfolgung
| Datum      | Ort        | 1. Platz                                                          | 2. Platz                                    | 3. Platz                                                   |
| ---------- | ---------- | ----------------------------------------------------------------- | ------------------------------------------- | ---------------------------------------------------------- |
| 24.11.2024 | Nagano     | NiederlandeJoy Beune Antoinette Rijpma-de Jong Marijke Groenewoud | JapanMiho Takagi Momoka Horikawa Ayano Satō | Vereinigte StaatenBrittany Bowe Mia Manganello Greta Myers |
| 02.02.2025 | Milwaukee  | NiederlandeJoy Beune Antoinette Rijpma-de Jong Marijke Groenewoud | JapanMiho Takagi Momoka Horikawa Ayano Satō | Vereinigte StaatenBrittany Bowe Mia Manganello Greta Myers |
| 02.03.2025 | Heerenveen | NiederlandeJoy Beune Antoinette Rijpma-de Jong Marijke Groenewoud | JapanMiho Takagi Momoka Horikawa Ayano Satō | Vereinigte StaatenBrittany Bowe Mia Manganello Greta Myers |

### Weltcupstände
| Rang | Name              | Punkte |
| ---- | ----------------- | ------ |
| 01   | Erin Jackson      | 524    |
| 02   | Andżelika Wójcik  | 480    |
| 03   | Yukino Yoshida    | 461    |
| 04   | Suzanne Schulting | 442    |
| 05   | Kaja Ziomek-Nogal | 395    |
| 06   | Kurumi Inagawa    | 393    |
| 07   | Dione Voskamp     | 358    |
| 08   | Kim Min-sun       | 347    |
| 09   | Naomi Verkerk     | 313    |
| 010  | Femke Kok         | 300    |

| Rang | Name                      | Punkte |
| ---- | ------------------------- | ------ |
| 01   | Miho Takagi               | 354    |
| 02   | Brittany Bowe             | 256    |
| 03   | Han Mei                   | 231    |
| 04   | Jutta Leerdam             | 227    |
| 05   | Angel Daleman             | 212    |
| 06   | Antoinette Rijpma-de Jong | 210    |
| 07   | Suzanne Schulting         | 202    |
| 08   | Natalia Jabrzyk           | 182    |
| 09   | Ayano Satō                | 174    |
| 010  | Rio Yamada                | 167    |

| Rang | Name                      | Punkte |
| ---- | ------------------------- | ------ |
| 01   | Miho Takagi               | 336    |
| 02   | Joy Beune                 | 282    |
| 03   | Han Mei                   | 224    |
| 04   | Marijke Groenewoud        | 223    |
| 05   | Francesca Lollobrigida    | 214    |
| 06   | Brittany Bowe             | 210    |
| 07   | Ragne Wiklund             | 208    |
| 08   | Yang Binyu                | 206    |
| 09   | Antoinette Rijpma-de Jong | 199    |
| 010  | Ivanie Blondin            | 198    |

| Rang | Name                   | Punkte |
| ---- | ---------------------- | ------ |
| 01   | Ragne Wiklund          | 326    |
| 02   | Francesca Lollobrigida | 269    |
| 03   | Joy Beune              | 264    |
| 04   | Merel Conijn           | 255    |
| 05   | Martina Sáblíková      | 242    |
| 06   | Isabelle Weidemann     | 231    |
| 07   | Marijke Groenewoud     | 230    |
| 08   | Ivanie Blondin         | 209    |
| 09   | Valérie Maltais        | 206    |
| 010  | Sanne in 't Hof        | 197    |

| Rang | Name                   | Punkte |
| ---- | ---------------------- | ------ |
| 01   | Marijke Groenewoud     | 340    |
| 02   | Mia Manganello         | 247    |
| 03   | Yang Binyu             | 231    |
| 04   | Ivanie Blondin         | 223    |
| 05   | Francesca Lollobrigida | 222    |
| 06   | Greta Myers            | 207    |
| 07   | Jin Wenjing            | 207    |
| 08   | Michelle Uhrig         | 195    |
| 09   | Kaitlyn McGregor       | 185    |
| 010  | Valérie Maltais        | 184    |

| Rang | Land                | Punkte |
| ---- | ------------------- | ------ |
| 01   | Polen               | 168    |
| 02   | Kanada              | 157    |
| 03   | Kasachstan          | 126    |
| 04   | Deutschland         | 122    |
| 05   | Niederlande         | 108    |
| 06   | Norwegen            | 108    |
| 07   | Vereinigte Staaten  | 86     |
| 08   | Volksrepublik China | 74     |
| 09   | Südkorea            | 34     |
| 010  | Tschechien          | 31     |

| Rang | Land                | Punkte |
| ---- | ------------------- | ------ |
| 01   | Niederlande         | 180    |
| 02   | Japan               | 162    |
| 03   | Vereinigte Staaten  | 144    |
| 04   | Deutschland         | 127    |
| 05   | Volksrepublik China | 124    |
| 06   | Kanada              | 122    |
| 07   | Italien             | 112    |
| 08   | Norwegen            | 107    |
| 09   | Polen               | 103    |
| 010  | Schweiz             | 99     |

## Männer

### Weltcup-Übersicht

#### 500 Meter
| Datum      | Ort                 | 1. Platz         | 2. Platz         | 3. Platz           |
| ---------- | ------------------- | ---------------- | ---------------- | ------------------ |
| 22.11.2024 | Nagano              | Jordan Stolz     | Laurent Dubreuil | Tatsuya Shinhama   |
| 24.11.2024 | Nagano              | Jordan Stolz     | Tatsuya Shinhama | Merijn Scheperkamp |
| 29.11.2024 | Peking              | Jordan Stolz     | Jenning de Boo   | Tatsuya Shinhama   |
| 01.12.2024 | Peking              | Jordan Stolz     | Jenning de Boo   | Kim Jun-ho         |
| 26.01.2025 | Calgary             | Jordan Stolz     | Jenning de Boo   | Damian Żurek       |
| 01.02.2025 | Milwaukee           | Jordan Stolz     | Jenning de Boo   | Laurent Dubreuil   |
| 02.02.2025 | Milwaukee           | Tatsuya Shinhama | Jordan Stolz     | Laurent Dubreuil   |
| 21.02.2025 | Tomaszów Mazowiecki | Jordan Stolz     | Laurent Dubreuil | Kim Jun-ho         |
| 23.02.2025 | Tomaszów Mazowiecki | Jewgeni Koschkin | Laurent Dubreuil | Marek Kania        |
| 28.02.2025 | Heerenveen          | Jenning de Boo   | Jordan Stolz     | Jewgeni Koschkin   |
| 02.03.2025 | Heerenveen          | Jewgeni Koschkin | Laurent Dubreuil | Jenning de Boo     |

#### 1000 Meter
| Datum      | Ort                 | 1. Platz       | 2. Platz       | 3. Platz      |
| ---------- | ------------------- | -------------- | -------------- | ------------- |
| 23.11.2024 | Nagano              | Jordan Stolz   | Jenning de Boo | Cooper McLeod |
| 30.11.2024 | Peking              | Jordan Stolz   | Jenning de Boo | Ning Zhongyan |
| 25.01.2025 | Calgary             | Jordan Stolz   | Jenning de Boo | Kjeld Nuis    |
| 31.01.2025 | Milwaukee           | Jordan Stolz   | Jenning de Boo | Kjeld Nuis    |
| 22.02.2025 | Tomaszów Mazowiecki | Jordan Stolz   | Kjeld Nuis     | Ning Zhongyan |
| 01.03.2025 | Heerenveen          | Jenning de Boo | Cooper McLeod  | Tim Prins     |

#### 1500 Meter
| Datum      | Ort                 | 1. Platz        | 2. Platz        | 3. Platz        |
| ---------- | ------------------- | --------------- | --------------- | --------------- |
| 22.11.2024 | Nagano              | Jordan Stolz    | Sander Eitrem   | Ning Zhongyan   |
| 29.11.2024 | Peking              | Jordan Stolz    | Ning Zhongyan   | Kjeld Nuis      |
| 24.01.2025 | Calgary             | Jordan Stolz    | Ning Zhongyan   | Peder Kongshaug |
| 01.02.2025 | Milwaukee           | Jordan Stolz    | Kjeld Nuis      | Peder Kongshaug |
| 21.02.2025 | Tomaszów Mazowiecki | Jordan Stolz    | Peder Kongshaug | Ning Zhongyan   |
| 28.02.2025 | Heerenveen          | Peder Kongshaug | Sander Eitrem   | Ning Zhongyan   |

#### Langstrecke
| Datum      | Ort                 | Distanz  | 1. Platz       | 2. Platz       | 3. Platz      |
| ---------- | ------------------- | -------- | -------------- | -------------- | ------------- |
| 23.11.2024 | Nagano              | 5000 m   | Davide Ghiotto | Beau Snellink  | Sander Eitrem |
| 30.11.2024 | Peking              | 5000 m   | Sander Eitrem  | Davide Ghiotto | Beau Snellink |
| 25.01.2025 | Calgary             | 10.000 m | Davide Ghiotto | Metoděj Jílek  | Sander Eitrem |
| 31.01.2025 | Milwaukee           | 5000 m   | Sander Eitrem  | Davide Ghiotto | Beau Snellink |
| 22.02.2025 | Tomaszów Mazowiecki | 5000 m   | Sander Eitrem  | Davide Ghiotto | Metoděj Jílek |
| 01.03.2025 | Heerenveen          | 5000 m   | Chris Huizinga | Sander Eitrem  | Beau Snellink |

#### Massenstart
| Datum      | Ort                 | 1. Platz           | 2. Platz           | 3. Platz           |
| ---------- | ------------------- | ------------------ | ------------------ | ------------------ |
| 24.11.2024 | Nagano              | Timothy Loubineaud | Daniele di Stefano | Bart Hoolwerf      |
| 01.12.2024 | Peking              | Bart Hoolwerf      | Bart Swings        | Daniele di Stefano |
| 26.01.2025 | Calgary             | Timothy Loubineaud | Fridtjof Petzold   | Indra Médard       |
| 02.02.2025 | Milwaukee           | Jorrit Bergsma     | Indra Médard       | Mathieu Belloir    |
| 23.02.2025 | Tomaszów Mazowiecki | Lee Seung-hoon     | Bart Hoolwerf      | Andrea Giovannini  |
| 02.03.2025 | Heerenveen          | Andrea Giovannini  | Chung Jae-won      | Jorrit Bergsma     |

#### Teamsprint
| Datum      | Ort                 | 1. Platz                                                                 | 2. Platz                                                      | 3. Platz                                             |
| ---------- | ------------------- | ------------------------------------------------------------------------ | ------------------------------------------------------------- | ---------------------------------------------------- |
| 01.12.2024 | Peking              | NiederlandeStefan Westenbroek Jenning de Boo Tim Prins                   | Vereinigte StaatenAustin Kleba Cooper McLeod Zach Stoppelmoor | Volksrepublik ChinaLiu Bin Lian Ziwen Ning Zhongyan  |
| 26.01.2025 | Calgary             | Vereinigte StaatenAustin Kleba Cooper McLeod Zach Stoppelmoor            | NiederlandeStefan Westenbroek Jenning de Boo Tim Prins        | PolenMarek Kania Piotr Michalski Damian Żurek        |
| 23.02.2025 | Tomaszów Mazowiecki | Vereinigte StaatenConor McDermott-Mostowy Cooper McLeod Zach Stoppelmoor | SüdkoreaKim Jun-ho Cho Sang-hyeok Cha Min-kyu                 | Volksrepublik ChinaXue Zhiwen Lian Ziwen Deng Zhihan |

#### Teamverfolgung
| Datum      | Ort        | 1. Platz                                                  | 2. Platz                                                  | 3. Platz                                                  |
| ---------- | ---------- | --------------------------------------------------------- | --------------------------------------------------------- | --------------------------------------------------------- |
| 24.11.2024 | Nagano     | ItalienDavide Ghiotto Michele Malfatti Andrea Giovannini  | Vereinigte StaatenCasey Dawson Emery Lehman Ethan Cepuran | NorwegenSander Eitrem Peder Kongshaug Hallgeir Engebråten |
| 02.02.2025 | Milwaukee  | Vereinigte StaatenCasey Dawson Ethan Cepuran Emery Lehman | ItalienDavide Ghiotto Michele Malfatti Andrea Giovannini  | NorwegenSander Eitrem Peder Kongshaug Hallgeir Engebråten |
| 02.03.2025 | Heerenveen | Vereinigte StaatenCasey Dawson Emery Lehman Ethan Cepuran | ItalienDavide Ghiotto Michele Malfatti Andrea Giovannini  | NiederlandeChris Huizinga Beau Snellink Jorrit Bergsma    |

### Weltcupstände
| Rang | Name             | Punkte |
| ---- | ---------------- | ------ |
| 01   | Jordan Stolz     | 568    |
| 02   | Laurent Dubreuil | 476    |
| 03   | Tatsuya Shinhama | 431    |
| 04   | Jenning de Boo   | 429    |
| 05   | Marek Kania      | 398    |
| 06   | Cooper McLeod    | 389    |
| 07   | Wataru Morishige | 365    |
| 08   | Damian Żurek     | 361    |
| 09   | Sebastian Diniz  | 358    |
| 010  | Kim Jun-ho       | 357    |

| Rang | Name             | Punkte |
| ---- | ---------------- | ------ |
| 01   | Jordan Stolz     | 300    |
| 02   | Jenning de Boo   | 276    |
| 03   | Cooper McLeod    | 257    |
| 04   | Kjeld Nuis       | 231    |
| 05   | Ning Zhongyan    | 215    |
| 06   | Marten Liiv      | 200    |
| 07   | Joep Wennemars   | 192    |
| 08   | Damian Żurek     | 189    |
| 09   | Laurent Dubreuil | 185    |
| 010  | Tim Prins        | 184    |

| Rang | Name             | Punkte |
| ---- | ---------------- | ------ |
| 01   | Jordan Stolz     | 340    |
| 02   | Peder Kongshaug  | 291    |
| 03   | Sander Eitrem    | 265    |
| 04   | Ning Zhongyan    | 252    |
| 05   | Kjeld Nuis       | 223    |
| 06   | Kim Min-seok     | 207    |
| 07   | Connor Howe      | 205    |
| 08   | Tim Prins        | 188    |
| 09   | Taiyo Nonomura   | 182    |
| 010  | Seitaro Ichinohe | 177    |

| Rang | Name               | Punkte |
| ---- | ------------------ | ------ |
| 01   | Sander Eitrem      | 330    |
| 02   | Davide Ghiotto     | 311    |
| 03   | Beau Snellink      | 241    |
| 04   | Casey Dawson       | 225    |
| 05   | Ted-Jan Bloemen    | 209    |
| 06   | Metoděj Jílek      | 208    |
| 07   | Chris Huizinga     | 203    |
| 08   | Graeme Fish        | 203    |
| 09   | Timothy Loubineaud | 199    |
| 010  | Bart Swings        | 199    |

| Rang | Name               | Punkte |
| ---- | ------------------ | ------ |
| 01   | Andrea Giovannini  | 270    |
| 02   | Bart Hoolwerf      | 252    |
| 03   | Timothy Loubineaud | 247    |
| 04   | Bart Swings        | 246    |
| 05   | Indra Medard       | 236    |
| 06   | Jorrit Bergsma     | 234    |
| 07   | Daniele Di Stefano | 232    |
| 08   | Livio Wenger       | 215    |
| 09   | Fridtjof Petzold   | 205    |
| 010  | Mathieu Belloir    | 195    |

| Rang | Name                | Punkte |
| ---- | ------------------- | ------ |
| 01   | Vereinigte Staaten  | 174    |
| 02   | Niederlande         | 148    |
| 03   | Südkorea            | 132    |
| 04   | Volksrepublik China | 132    |
| 05   | Kanada              | 129    |
| 06   | Polen               | 88     |
| 07   | Norwegen            | 74     |
| 08   | Deutschland         | 70     |
| 09   | Spanien             | 40     |
| 010  | Ungarn              | 36     |

| Rang | Name                | Punkte |
| ---- | ------------------- | ------ |
| 01   | Vereinigte Staaten  | 174    |
| 02   | Italien             | 168    |
| 03   | Norwegen            | 139    |
| 04   | Niederlande         | 131    |
| 05   | Japan               | 124    |
| 06   | Volksrepublik China | 117    |
| 07   | Belgien             | 117    |
| 08   | Frankreich          | 113    |
| 09   | Kanada              | 112    |
| 010  | Deutschland         | 98     |

## Mixed

### Weltcup-Übersicht
| Datum      | Ort        | Disziplin     | 1. Platz                             | 2. Platz                                       | 3. Platz                             |
| ---------- | ---------- | ------------- | ------------------------------------ | ---------------------------------------------- | ------------------------------------ |
| 24.11.2024 | Nagano     | Mixed-Staffel | SüdkoreaKim min-sun Oh Hyun-min      | BelgienRobbe Beelen Fran Vanhoutte             | KanadaIvanie Blondin Yankun Zhao     |
| 02.02.2025 | Milwaukee  | Mixed-Staffel | NiederlandeWesly Dijs Angel Daleman  | NorwegenBjørn Magnussen Julie Nistad Samsonsen | KanadaAnders Johnson Ivanie Blondin  |
| 02.03.2025 | Heerenveen | Mixed-Staffel | SchweizKaitlyn McGregor Livio Wenger | SpanienSara Cabrera Nil Llop                   | PolenMartyna Baran Mateusz Mikołajuk |